# 林仰崧
林仰崧，福建省福州府閩縣人，清朝政治人物、進士出身。
光緒十二年（1886年），参加光緒丙戌科殿試，登進士二甲117名。同年五月，改翰林院庶吉士。光緒十八年五月，散館，著以知县即用。